# Meszilim
Meszilim a Kis királya címet viselte az ókori Mezopotámiában az i. e. 3. évezred közepén. A sumer királylistán nem szerepel, ami pedig Kist illetően elég részletes, ami azt jelentheti, hogy egy kisebb város uralkodója volt, aki megszerezte a környék feletti uralmat és az ezzel járó „Kis királya” címet.
Nevét három saját feliratából, valamint Entemena – Lagas későbbi enszije – történeti feliratából ismerjük. Ez utóbbi szerint ő húzta meg a határt Lagas és Umma között. Az egyik saját fogadalmi ajándékáról tudjuk, hogy azt Lugalsagengur, Lagas enszijének idején vitte Ningirszu templomába, Girszu. Meszilim vazallusa volt Lagas és Adab enszije.